# Ванситтарт, Джордж Генри (член британского парламента)
Джордж Генри Ванситтарт (23 апреля 1823 — 3 ноября 1885) был британским землевладельцем и членом парламента, с 1852 по 1859 год в британском парламенте он представлял Беркшир от Консервативной партии.
Джордж Генри Ванситтарт был старшим сыном генерала Джорджа Генри Ванситтарта и внуком члена парламента Джорджа Ванситтарта, который также представлял Беркшир. Он родился 23 апреля 1823 года; его отец умер, прежде чем ему исполнился год, и он унаследовал поместья своего деда в январе 1825 года, до своего второго дня рождения. Он получил образование в Итонском колледже и Бэллиол-колледже в Оксфорде.
На всеобщих выборах 1852 года он был избран от Беркшира и переизбран на всеобщих выборах 1857 года, но ушел в отставку в 1859 году.
В Бакингемшире и Беркшире служил мировым судьей и был членом организации Thames Conservancy. Он умер в своей резиденции, Бишамском аббатстве, 3 ноября 1885 года